# Libichava
Libichava (Hongaars: Libáka) is een Slowaakse gemeente in de regio Trenčín, en maakt deel uit van het district Bánovce nad Bebravou.
Libichava telt 149 inwoners.